# Bajkałowo (obwód swierdłowski)
Bajkałowo (ros. Байкалово) – wieś (sieło) w Rosji, w obwodzie swierdłowskim, ośrodek administracyjny rejonu bajkałowskiego. W 2010 liczyła 5789 mieszkańców.